# اتا زن برزنجیر
اتا زن برزنجیر یک ستاره است که در صورت فلکی آندرومدا قرار دارد.